# Bytów (gmina)
Bytów est une gmina mixte du powiat de Bytów, Poméranie, dans le nord de la Pologne. Son siège est la ville de Bytów, qui se situe environ 79 km à l'ouest de la capitale régionale Gdańsk.
La gmina couvre une superficie de 197,44 km2 pour une population de 25 372 habitants (2020).

## Géographie
Outre la ville de Bytów, la gmina inclut les villages de Brynki Rekowskie, Chomice, Dąbie, Dąbki, Gostkowo, Grzmiąca, Leśno, Mądrzechowo, Mała Wieś, Międzygórze, Mokrzyn, Nieczulice, Niezabyszewo, Płotówko, Płotowo, Półczynek, Pomysk Mały, Pomysk Wielki, Pomyski Młyn, Przyborzyce, Pustkowie Rekowskie, Pyszno, Rekowo, Rzepnica, Sarniak, Sierżenko, Sierzno, Świątkowo, Świerkówko, Szarzyn, Udorpie, Ząbinowice et Zbysław.
La gmina borde les gminy de Borzytuchom, Czarna Dąbrówka, Lipnica, Parchowo, Studzienice et Tuchomie.